# L'Homme dans la rue
L'Homme dans la rue est une nouvelle de Georges Simenon, parue en 1940.

## Historique
La nouvelle a été écrite à Nieul-sur-Mer en 1939.
Elle connaît une édition pré-originale dans l'hebdomadaire Sept Jours, no 11 et 12 des 15 et 22 décembre 1940, sous le titre Le Prisonnier de la rue. Elle est ensuite reprise sous son titre actuel en 1950 dans le volume Maigret et les Petits Cochons sans queue. 

## Résumé
On a découvert au Bois de Boulogne le cadavre d'un médecin viennois, installé à Neuilly-sur-Seine, menant une existence mondaine, tué d'un coup de revolver. Devant l'absence d'indices, Maigret décide de faire une reconstitution avec un faux suspect, espérant ainsi que parmi les badauds présents, l'un d'eux  le mènera sur une piste. C'est ainsi que va commencer une chasse à l'homme qui va durer cinq jours.

## Éditions
- Édition originale : Presses de la Cité, 1950
- Tout Simenon, tome 4, Omnibus, 2002  (ISBN 978-2-258-06045-6)
- Livre de Poche, n° 14253, 2004  (ISBN 978-2-253-14253-9)
- Nouvelles secrètes et policières, tome 2, 1938-1953, Omnibus, 2014  (ISBN 978-2-258-10751-9)

## Adaptations
- Maigret et l'Homme de la rue, téléfilm français de Jean Kerchbron avec Jean Richard, diffusé en 1988.